# Emil Kaschub
Emil Kaschub (Heinz Kaschub) (ur. 3 kwietnia 1919 w Mensguth, zm. 4 maja 1977 prawdopodobnie Frankfurt nad Menem) – niemiecki zbrodniarz wojenny, lekarz, przeprowadzał eksperymenty pseudomedyczne w KL Auschwitz.
Chorąży kompanii studenckiej E.Kaschub, do KL Auschwitz przybył z polecenia dowództwa Wehrmachtu pod koniec lata 1944 roku. Przydzielono go by badał liczne symulacje chorób przez żołnierzy Wehrmachtu, przez co mieli uzyskać tymczasowe lub stałe zwolnienia ze służby. Wykonywał swoje doświadczenia na więźniach żydowskich w bunkrze baraku nr 28 obozu głównego. Polegały one na wcieraniu w skórę, podawaniu doustnym lub wstrzykiwaniu różnych substancji chemicznych (na przykład kwas pikrynowy, który miał symulować żółtaczkę / wirusowe zapalenie wątroby), które miały wywołać objawy chorobowe, które symulowali żołnierze.
Przez wiele lat po II Wojnie Światowej był lekarzem w RFN, we Frankfurcie nad Menem był m.in. kierownikiem chirurgii Bethanien-Krankenhaus.
Powojenne losy E.Kaschuba nie były znane polskim śledczym i historykom co najmniej do 1977 r. Był poszukiwany przez polskie organy ścigania. Nie został ukarany.